# Горячев, Иван Владимирович
Ива́н Влади́мирович Горя́чев (19.06.1923, Рязанская область — 23.05.1945) — советский военнослужащий, участник Великой Отечественной войны, полный кавалер ордена Славы, помощник командира взвода разведки 269-го гвардейского стрелкового полка гвардии старший сержант — на момент представления к награждению орденом Славы.

## Биография
Родился 19 июня 1923 года в селе Кидусово Спасского района Рязанской области. Окончил 5 классов. Работал в колхозе.
В октябре 1941 года был призван в Красную Армию. На фронтах Великой Отечественной войны с декабря 1941 года. Воевал на Юго-Западном, 3-м Украинском и 1-м Белорусском фронтах.
18 июля 1944 года при прорыве обороны у села Видуты гвардии младший сержант Горячев ворвался в блиндаж противника, захватил в плен 2 противников, добыл ценные документы. В этом бою был дважды ранен, но поле боя не покинул.
Приказом от 30 июля 1944 года гвардии младший сержант Горячев Иван Владимирович награждён орденом Славы 3-й степени.
15 сентября 1944 года командир отделения разведки Горячев, находясь в засаде у переднего края обороны неприятеля в районе села Генрыкув, пленил немца и доставил его в штаб полка.
Приказом от 12 ноября 1944 года гвардии младший сержант Горячев Иван Владимирович награждён орденом Славы 2-й степени.
Отличился в наступательных боях «…при форсировании реки Пилица в районе села Весьмовижье Стромецкого уезда Радомской губернии. 16 февраля 1945 г., идя на выполнение боевого задания по разведке с шестью бойцами, Горячев вступил в бой с контратакующим противником. В этом бою он гранатами уничтожил 2 бронетранспортера вместе с их расчетами, огнём из автомата уничтожил более 10 противников и тем самым дал возможность форсировать реку стрелковым подразделениям с малыми затратами».
Указом Президиума Верховного Совета СССР от 24 марта 1945 года за исключительное мужество, отвагу и бесстрашие, проявленные в боях с вражескими захватчиками гвардии старший сержант Горячев Иван Владимирович награждён орденом Славы 1-й степени. Стал полным кавалером ордена Славы.
Член ВКП с 1945 года. В одном из боев был ранен. Скончался в госпитале от ран 23 мая 1945 года.
Награждён орденами Красного Знамени, Отечественной войны 1-й и 2-й степени, Славы 3-х степеней, медалями.